# Český Herálec
Český Herálec (německy Böhmisch Heraletz) je část obce Herálec v okrese Žďár nad Sázavou. V roce 2009 zde bylo evidováno 363 adres. V roce 2001 zde trvale žilo 808 obyvatel.
Český Herálec je také název katastrálního území o rozloze 12,69 km2. V katastrálním území Český Herálec leží i Kuchyně.

## Historie
První písemná zmínka o obci pochází z roku 1738. Do 31. prosince 1950 se jednalo o samostatnou obec, která se poté k 1. lednu 1951 údajně dobrovolně sloučila se sousedním (moravským) Herálcem.

## Pamětihodnosti
- Venkovská usedlost čp. 8
- Venkovský dům čp. 124
- Venkovský dům čp. 131
- Venkovský dům čp. 42
- Venkovský dům čp. 53
- Venkovský dům čp. 56
- Venkovský dům čp. 43
- Venkovský dům čp. 55
- Venkovský dům čp. 161
- Venkovský dům čp. 63
- Venkovský dům čp. 40
- Silniční most

## Osobnosti
- František Polanský (1901–1978), vysokoškolský pedagog
- Jindřich Škoda (1908 - 1943), učitel obecné školy v Labutech, zemřel v Auschwitz